# Józef Buroń
 Józef Buroń (ur. 24 listopada 1890 w Piekielniku, zm. 4 grudnia 1976 w Lipnicy Małej) – polski duchowny katolicki, działacz niepodległościowy.

## Życiorys
Posługę kapłańską rozpoczął jako wikariusz w Wielkiej Wsi. Następnie był wikariuszem w Lipnicy Wielkiej (1918–1920) i w Jabłonce (1920–1922). W 1922 został proboszczem (administratorem) parafii w Podszklu Bukowinie, w której przyczynił się do zamiany szkoły jednoklasowej na pięcioklasową oraz do zatrudnienia w niej pierwszego polskiego nauczyciela. W miejscowym kościele przeprowadził remont ołtarza głównego. Następnie przez 47 lat, w latach 1929–1976, był proboszczem w Lipnicy Małej, w której w latach 1933–1941 kierował budową nowego kościoła. Pod jego wieżą w wmurowano tablicę upamiętniającą osobę księdza i jego zasługi. Był długoletnim dziekanem dekanatu orawskiego.
Działał na rzecz przyłączenia Górnej Orawy do Polski, jako jeden z pierwszych głosił kazania po polsku, uczył dzieci katechezy w języku polskim. W związku ze swoją działalnością musiał opuścić okupowaną od połowy stycznia 1919 r. przez Czechosłowację Górną Orawę i udać się do Klikuszowej. W 1920 roku był członkiem Głównego Komitetu Plebiscytowego dla Spisza i Orawy z siedzibą w Nowym Targu, był też jednym z członków założycieli oddziału Towarzystwa Szkoły Ludowej, a od 1922 roku – prezesem tej organizacji na Orawie. Był również skarbnikiem Związku Spisko-Orawskiego z siedzibą w Jabłonce.
Pisał także teksty publicystyczne o charakterze patriotycznym i regionalnym, m.in. do „Gazety Podhalańskiej”, „Nowin Spisko-Orawskich” i „Rocznika Podhalańskiego”.

## Ordery i odznaczenia
- Medal Niepodległości (16 marca 1937)[3]
- Srebrny Krzyż Zasługi (13 lipca 1929)[2]